# 13. мај
13. мај (13.05) је 133. дан у години по грегоријанском календару (134. у преступној години). До краја године има још 232 дана.

## Догађаји
- 1497 — Папа Александар VI изопштио је владара Фиренце и реформатора Ђиролама Савонаролу, који је спаљен годину дана касније.
- 1787 — Први бродови с робијашима кренули из Портсмута према новој колонији у Аустралији, тада кажњеничкој колонији Велике Британије.
- 1779 — Руски и француски посредници су испреговарали мир из Тешена који је окончао Рат за баварско наслеђе.
- 1830 — Основана Република Еквадор, за првог председника изабран Хуан Хосе Флорес.
- 1846 — Конгрес САД формално објавио рат Мексику, мада су борбе у Калифорнији почеле неколико дана раније.
- 1848 — У Сремским Карловцима почело заседање „Мајске скупштине“ на којој су делегати 175 црквених општина из Војводине и Србије изабрали Јосифа Рајачића за патријарха, а пуковника Стевана Шупљикца за војводу.
- 1887 — У Београду основана Провизорна опсерваторија Велике школе. Оснивањем Републичког хидрометеоролошког завода Србије 1947. Опсерваторија постала његов део.
- 1888 — Принцеза Изабела Бразилска је потписала Златни закон, чиме је званично укинуто ропство у Бразил.
- 1913 — Руски конструктор Игор Сикорски је полетео првим вишемоторним авионом Руским витезом, који је сам направио.
- 1940 — Немачка војска је прешла реку Мезу и напала Француску.
- 1941 — У Србији, на Равној гори пуковник Драгољуб Михаиловић основао Југословенску војску у отаџбини.
- 1944 — Формирана ОЗНА - Одељење заштите народа.
- 1945 — Битка на Зеленгори, последња битка у грађанском рату између партизанског и четничког покрета.
- 1948 — Петнаест јеврејских насељеника кибуца Кфар Ецион је масакрирано након предаје после дводневне битке са Арпаском легијом и арапским насељеницима.
- 1949 — Први пут полетео први британски млазни авион „Канбера“.
- 1967 — Закир Хусеин је ступио на дужност као први муслимански председник Индије.
- 1968 — У Паризу почели званични преговори представника Северног Вијетнама и САД о окончању рата у Вијетнаму.
- 1981 — На Тргу светог Петра у Риму атентатор Мехмет Али Агџа је ранио папу Јована Павла II.
- 1990 — На стадиону Максимир, на утакмици загребачког Динама и београдске Црвене звезде избили су немири навијача.
- 1994 — Министри иностраних послова САД, Европске уније и Русије у Женеви постигли сагласност о заједничкој стратегији у решавању босанског конфликта.
- 1999 — Перу и Еквадор потписали документ о разграничењу окончавши шест деценија дуг спор због којег су три пута ратовали.
- 2000 — У Новом Саду убијен Бошко Перошевић (рођ. 1956), председник Извршног већа Аутономне покрајине Војводине.
- 2007 — Након договора челника ДС-а, ДСС-а, и Г 17+ о формирању нове српске Владе, председник Скупштине Србије Томислав Николић поднео оставку после само пет дана проведених на тој дужности.

## Рођења
- 1717 — Марија Терезија, аустријска царица и чешка и мађарска краљица. (прем. 1780)[1]
- 1795 — Павел Јозеф Шафарик, словачки филолог, писац, песник, лингвиста, историчар и етнограф. (прем. 1861)[2]
- 1840 — Алфонс Доде, француски писац. (прем. 1897)[3]
- 1851 — Лаза К. Лазаревић, српски писац, психијатар и неуролог. (прем. 1891)[4]
- 1857 — Роналд Рос, енглески лекар и ентомолог, добитник Нобелове награде за физиологију или медицину (1902). (прем. 1932)[5]
- 1862 — Јанко Веселиновић, српски писац. (прем. 1905)[6]
- 1881 — Димитрије Туцовић, српски новинар, политичар и публициста, вођа социјалистичког покрета у Србији. (прем. 1914)
- 1882 — Жорж Брак, француски сликар и вајар. (прем. 1963)[7]
- 1907 — Дафне ди Морије, енглеска књижевница и драматуршкиња. (прем. 1989)[8]
- 1911 — Коста Нађ, учесник Шпанског грађанског рата и Народноослободилачке борбе, генерал-армије ЈНА, јунак соц. рада и народни херој Југославије. (прем. 1986)
- 1914 — Џо Луис, амерички боксер. (прем. 1981)[9]
- 1939 — Харви Кајтел, амерички глумац и продуцент.[10]
- 1941 — Ричи Валенс, амерички музичар. (прем. 1959)[11]
- 1941 — Ана Карић, хрватска глумица. (прем. 2014)[12]
- 1945 — Рајко Петров Ного, српски песник, есејиста и књижевни критичар. (прем. 2022)[13]
- 1947 — Стивен Доналдсон, амерички писац, познат по делима фантазије, научне фантастике и мистерије.[14]
- 1950 — Стиви Вондер, амерички музичар и музички продуцент.[15]
- 1954 — Џони Логан, ирски музичар, двоструки победник Песме Евровизије.[16]
- 1954 — Александар Трифуновић, српски фудбалер.[17]
- 1961 — Боривоје Кандић, српски глумац. (прем. 2020)[18]
- 1961 — Денис Родман, амерички кошаркаш.[19]
- 1965 — Предраг Спасић, српски фудбалер.[20]
- 1974 — Наташа Ђорђевић, српска певачица.[21]
- 1976 — Трејџан Лангдон, амерички кошаркаш.[22]
- 1976 — Ана Поповић, српска музичарка.[23]
- 1977 — Саманта Мортон, енглеска глумица.[24]
- 1978 — Мајк Биби, амерички кошаркаш.[25]
- 1981 — Сани Леоне, канадска порнографска глумица.[26]
- 1983 — Јаја Туре, фудбалер из Обале Слоноваче.[27]
- 1986 — Милан Алексић, српски ватерполиста.
- 1986 — Лина Данам, америчка глумица, сценаристкиња, продуценткиња и редитељка.[28]
- 1986 — Роберт Патинсон, енглески глумац.[29]
- 1986 — Александар Рибак, белоруско-норвешки музичар и глумац.[30]
- 1987 — Кендис Кинг, америчка глумица и музичарка.[31]
- 1988 — Владимир Дашић, црногорски кошаркаш.[32]
- 1993 — Ромелу Лукаку, белгијски фудбалер.[33]
- 1993 — Деби Рајан, америчка глумица и певачица.[34]

## Смрти
- 1619 — Јохан ван Олденбарневелт, холандски државник. (рођ. 1547)[35]
- 1930 — Фритјоф Нансен, норвешки поларни истраживач и дипломата. (рођ. 1861)[36]
- 1931 — Јосиф Маринковић, српски композитор и хоровођа. (рођ. 1851)[37]
- 1938 — Шарл Едуар Гијом, швајцарски физичар. (рођ. 1861)
- 1945 — Миодраг Палошевић, четнички потпуковник (рођ. 1901)[38]
- 1948 — Милан Беговић, хрватски књижевник (рођ. 1876)[39]
- 1961 — Гари Купер, амерички филмски глумац. (рођ. 1901)[40]
- 1990 — Алија Сиротановић рудар из Трторића код Брезе, херој социјалистичког рада. (рођ. 1941)
- 1999 — Џин Саразен, спортиста, играча голфа. (рођ. 1902)[41]
- 2000 — Бошко Перошевић, председник Извршног већа Војводине. (рођ. 1956).
- 2002 — Валериј Лобановски, украјински фудбалски тренер. (рођ. 1939)[42]
- 2018 — Марго Кидер, канадско-америчка глумица. (рођ. 1948)[43]

## Празници и дани сећања
- Српска православна црква слави:
  - Светог апостола Јакова Заведејева
  - Светог Доната
  - Свету мученицу Аргиру
- Дан безбедности СФРЈ (уведен у знак сећања на дан оснивања ОЗНА, 13. мај 1944; укинут 2001)